# Gura Humorului
Gura Humorului (pronunciació en romanès: [ˌɡura huˈmoruluj]; en hebreu i Yiddish: גורה חומורולוי - Gure Humuruluei o גורא הומאָרא - Gura Humus; alemany i polonès: Gura Humus) és una ciutat en Suceava Comtat, del nord-Romania oriental. És situat en la regió històrica de Bucovina.
Gura Humorului és el setè poblament urbà més gran en el comtat, amb una població de 12,729 habitants, segons el 2011 cens. Va ser declarat una ciutat dins 1904 i esdevingui un recurs dins 2005. La ciutat administra el poble anterior de Voroneț (el qual va convertir-se en un barri), on es troba el Monestir de Voroneț.

## Geografia
Gura Humorului es troba a la part nord-est de Romania, al sud de Bucovina. La ciutat està situada al límit oriental de les muntanyes Obicinele Bucovinei, a la depressió Humorului, a la confluència del riu Moldàvia i el riu Humor. L'altitud mitjana de la població és de 470 metres. Per la població passen la ruta europea E58 i el ferrocarril Suceava - Vatra Dornei. Suceava, la capital del comtat, es troba a 34 km de distància. La ciutat de Frasin es troba a prop de Gura Humorului (només 7 km de distància).

## Demografia
Segons el cens austríac de la Bucovina de 1775, la seva població només comprenia uns 60.000 habitants repartits en 10.422 quilòmetres quadrats. Per tal d'afavorir el desenvolupament d'aquesta terra poc poblada, les autoritats van subvencionar la immigració de colons a Bucovina. Amb el final de la primera onada d'assentaments, els colons havien de continuar arribant a costa seva. Com a resultat d'aquestes polítiques, el cens de 1910 va mostrar que la població havia augmentat a més de 800.000 habitants. En aquesta immigració van participar persones de molts grups ètnics diferents, incloent-hi alemanys, rutens, hongaresos, ucraïnesos, polonesos, romanesos i jueus.
El 1992, Gura Humorului tenia una població d'uns 17.000 habitants que vivien dins dels límits de la ciutat. A partir de l'any 2016, la població del municipi va superar aquest límit per un marge molt escàs.
Segons les dades del cens de 2011, Gura Humorului tenia una població total de 12.729 habitants: el 97,03% eren romanesos, l'1,79% gitanos, el 0,52% alemanys (alemanys de Bucovina), el 0,27% polonesos, el 0,12% ucraïnesos i hongaresos i russos. (inclosos els lipovans).
Gura Humorului és la setena localitat urbana més poblada del comtat de Suceava i la segona localitat més poblada amb l'estatus de ciutat (després de Vicovu de Sus).

## Història

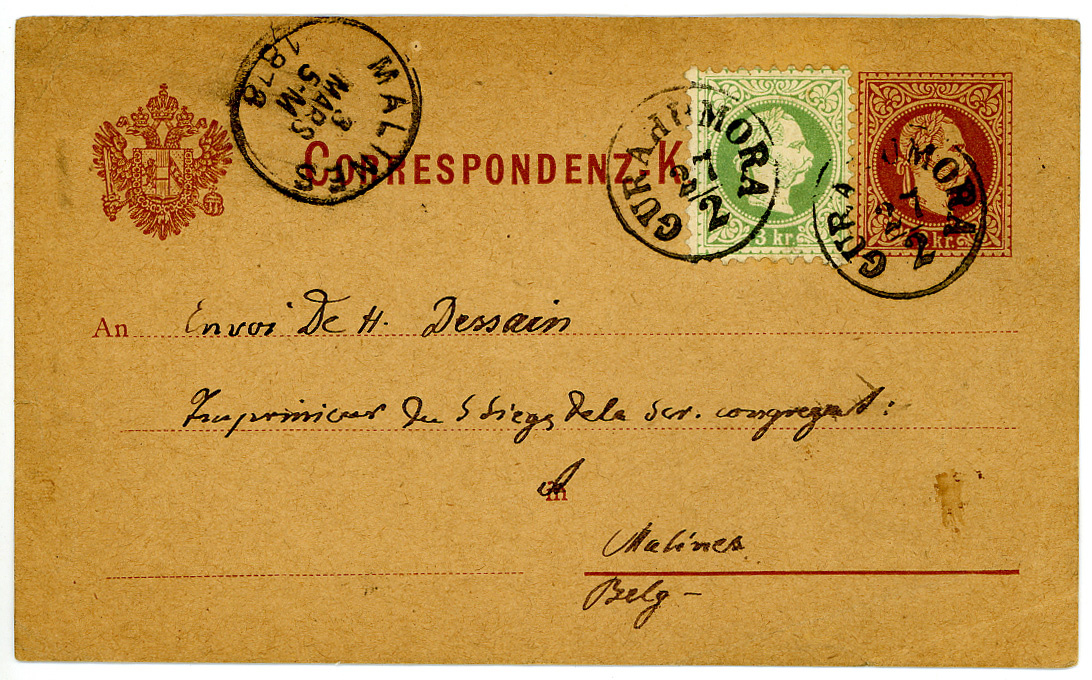
Targeta postal austríaca KK enviada des de Gurahumora el 1878

Entre 1774 i 1918, Gura Humorului va pertànyer a la monarquia austríaca. Durant la Primera Guerra Mundial, la Bucovina es va convertir en un camp de batalla entre Àustria oposant-se a les tropes russes i romaneses. Tot i que els russos van ser finalment expulsats el 1917, l'Àustria derrotada cediria la província de Bucovina a Romania mitjançant el Tractat de Saint-Germain (1919).

## Història jueva de Gura Humorului
A Gura Humorului no hi va viure cap jueu abans de 1835, quan se'ls va permetre establir-se, unint-se a altres grups ètnics ja representats (com els alemanys de Bohèmia, principalment de Böhmerwald: trenta famílies es van establir a les terres muntanyoses i densament boscoses properes a la ciutat, establint un barri anomenat Bori). La comunitat jueva va començar a florir l'any 1869, quan va formar al voltant d'un terç de la població del poble (880 persones); el mateix any, es va establir un Beth midrash.
Un punt d'inflexió en la història de la ciutat va ser el desastrós incendi de l'11 de maig de 1899 que va destruir la major part de la població, més de 400 cases, entre elles molts negocis i habitatges jueus. Va ser reconstruït amb donacions de les comunitats jueves dels Estats Units. La comunitat jueva de Gura Humorului va continuar creixent, arribant als 1.951 membres el 1927.
La vida cultural jueva va arribar al seu punt àlgid en el període d'entreguerres. Les llengües escollides a la vida de la ciutat eren el yiddish, l'alemany i el romanès. La major part de la comunitat jueva es va adherir al judaisme ortodox, i els joves jueus van estudiar la Torà juntament amb temes seculars com la geografia, la història i les matemàtiques. La comunitat havia establert institucions socials i polítiques jueves que contribuïen a tots els àmbits de la vida pública.
Mentre que les persecucions van començar a augmentar sota les amenaces plantejades pels moviments feixistes romanesos com la Guàrdia de Ferro, va ser la Segona Guerra Mundial que va posar fi a la presència jueva a Gura Humorului. Sota la dictadura de Ion Antonescu, els jueus van ser atropellats i deportats a Transnistria, on van morir la majoria, assassinats en massa per diversos mitjans, inclosos els tiroteigs i la negligència criminal (vegeu Holocaust a Romania). Pràcticament tota la comunitat jueva de Gura Humorului va ser deportada: 2.945 persones van ser totes transportades el 10 d'octubre de 1941.
La gran majoria dels supervivents van emigrar a Israel entre 1947 i 1951. Les estadístiques mostren que en total eren per sota de les 500 persones en el moment de la seva sortida.

## Cciutats germanes
- Marly-le-Roi, France[cal citació]
- Puck, Poland[2]
- Sulina, Romania[3]

## Fills il·lustres
- Andreea Boghian - remadora
- Nathan Juran - director de cinema nord-americà
- Olha Kobilianska - escriptora ucraïnesa-alemanya
- Viorel Lucaci - jugador de rugbi
- Mihai Macovei - jugador de rugbi
- Rixi Markus - jugador de bridge
- Vlad Nistor - jugador de rugbi
- Daniel Plai - jugador de rugbi
- Victor Săhleanu - metge i antropòleg
- Dorin Semeghin - futbolista
- Cătălin Țăranu - jugador de go professional (5 Dan)
- Salomon Wininger - biògraf

## Galeria

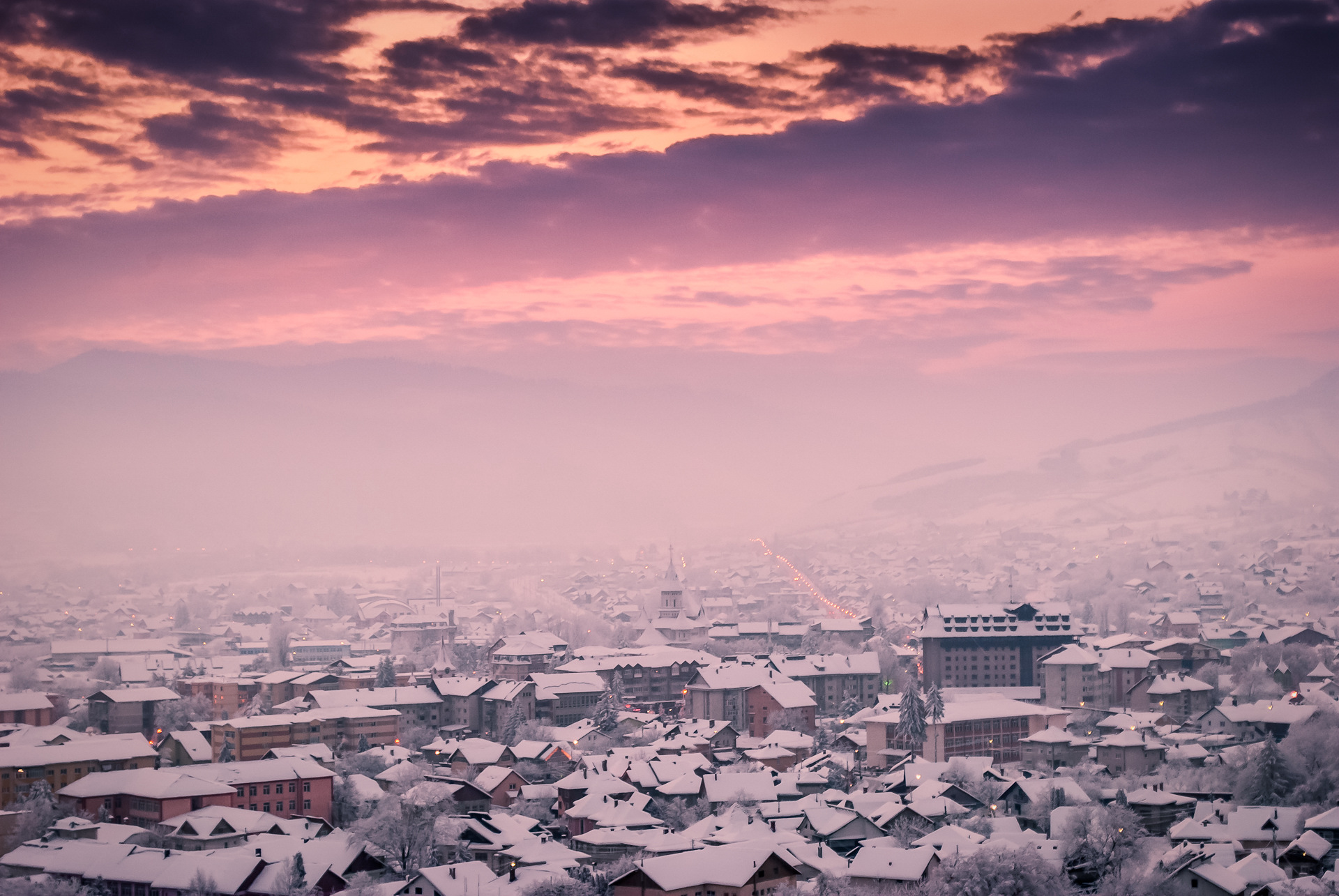
Vista panoràmica del poble
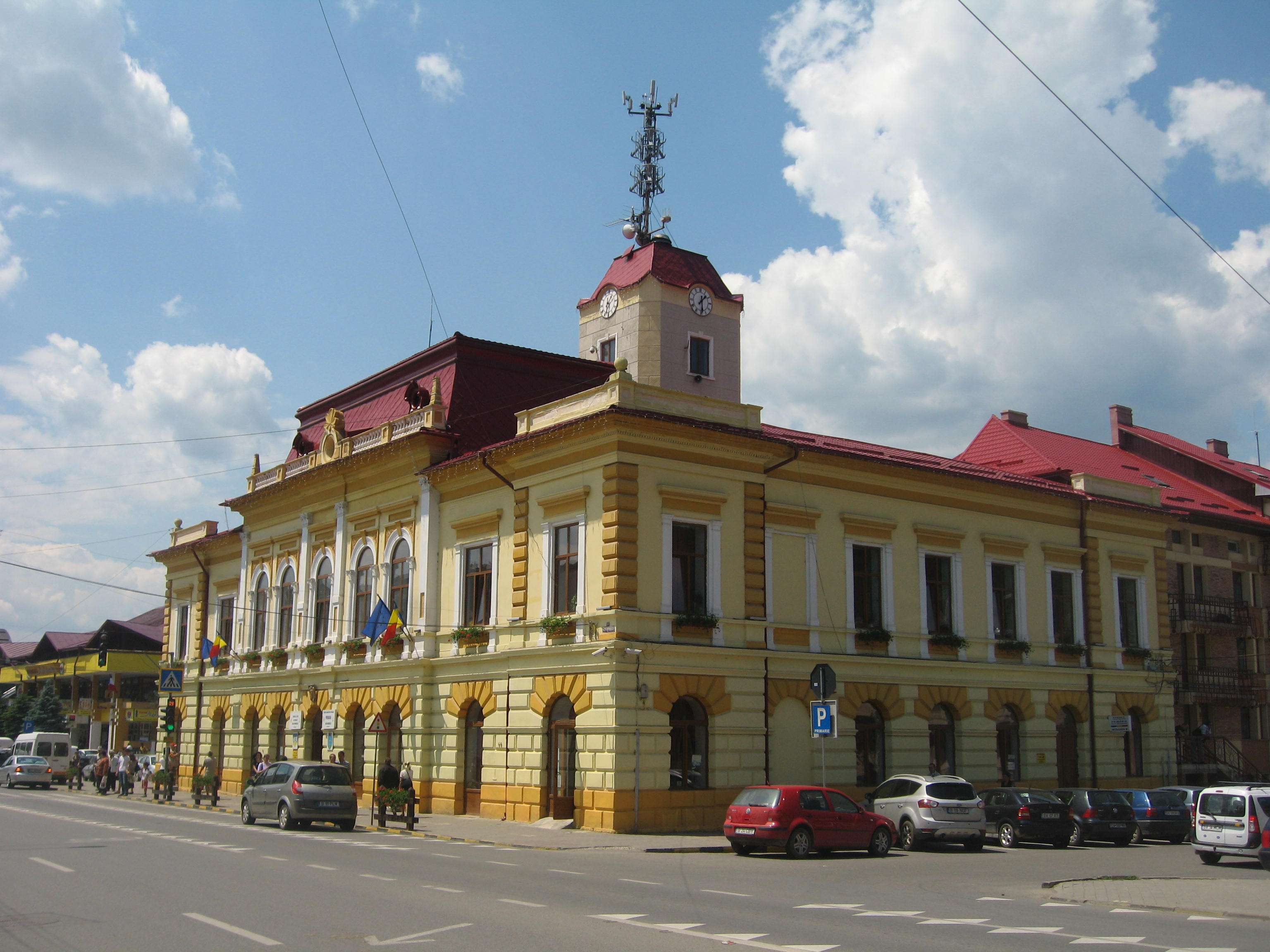
L'Ajuntament
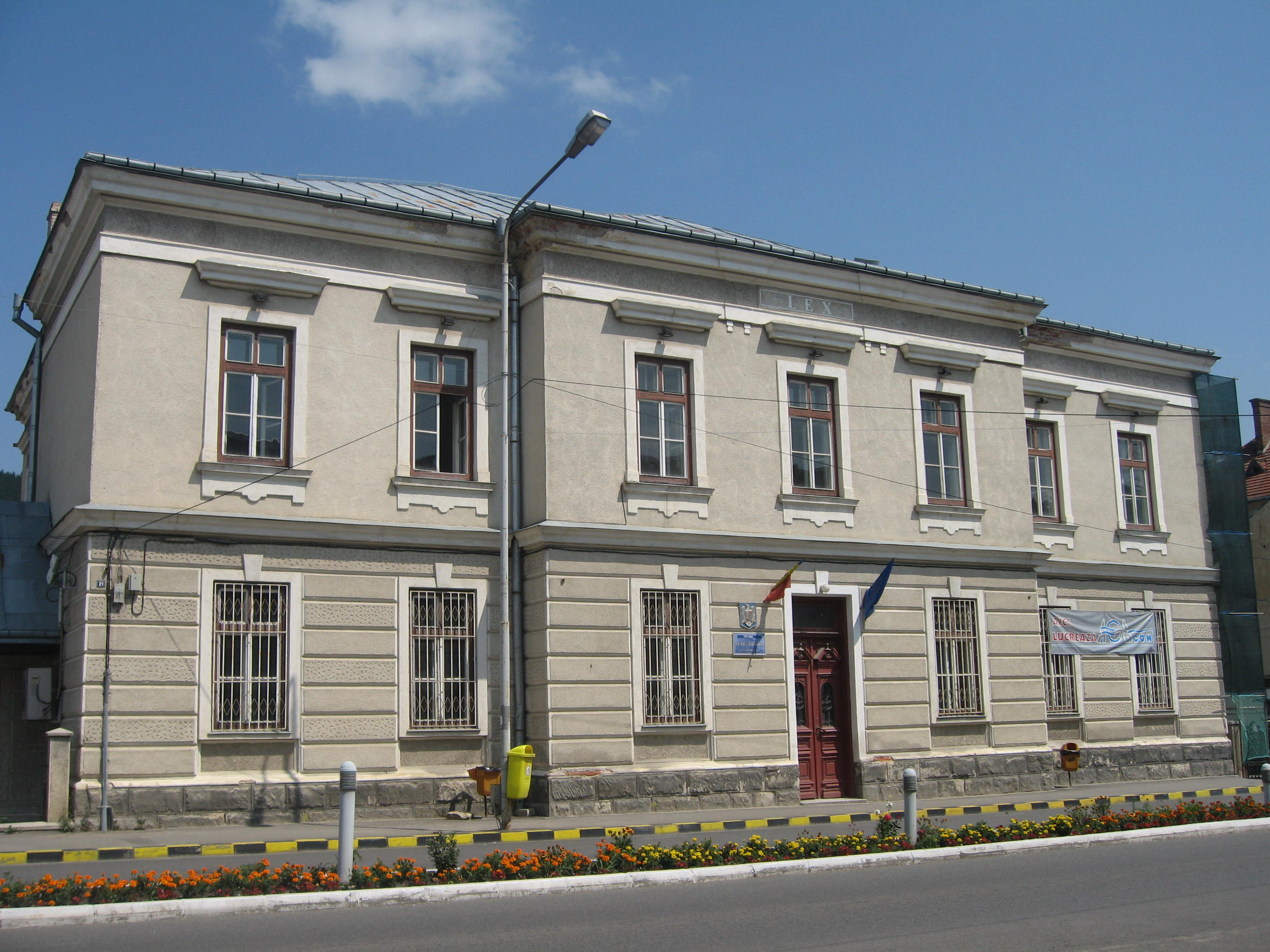
L'Audiència Municipal
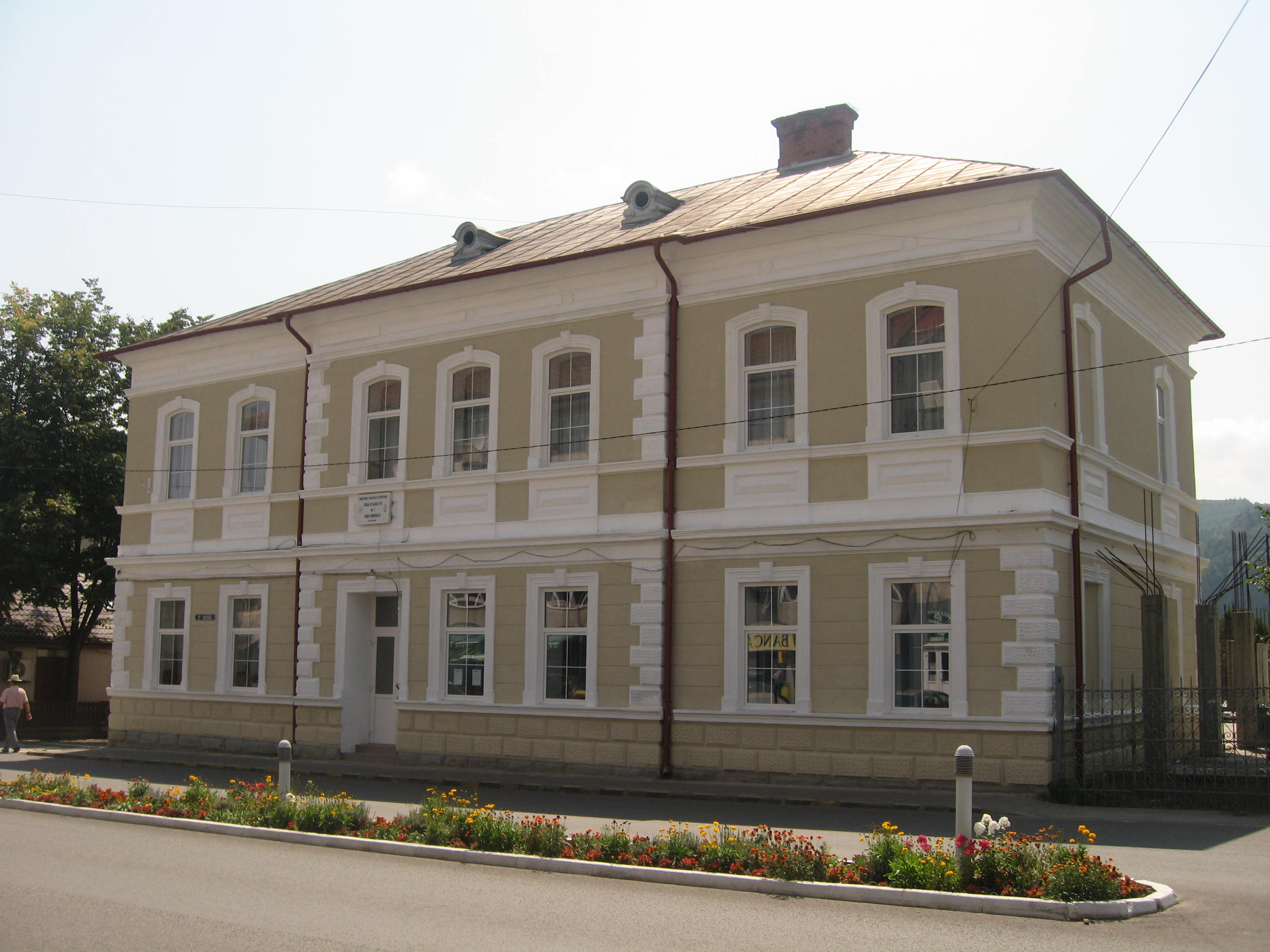
Escola núm. 1
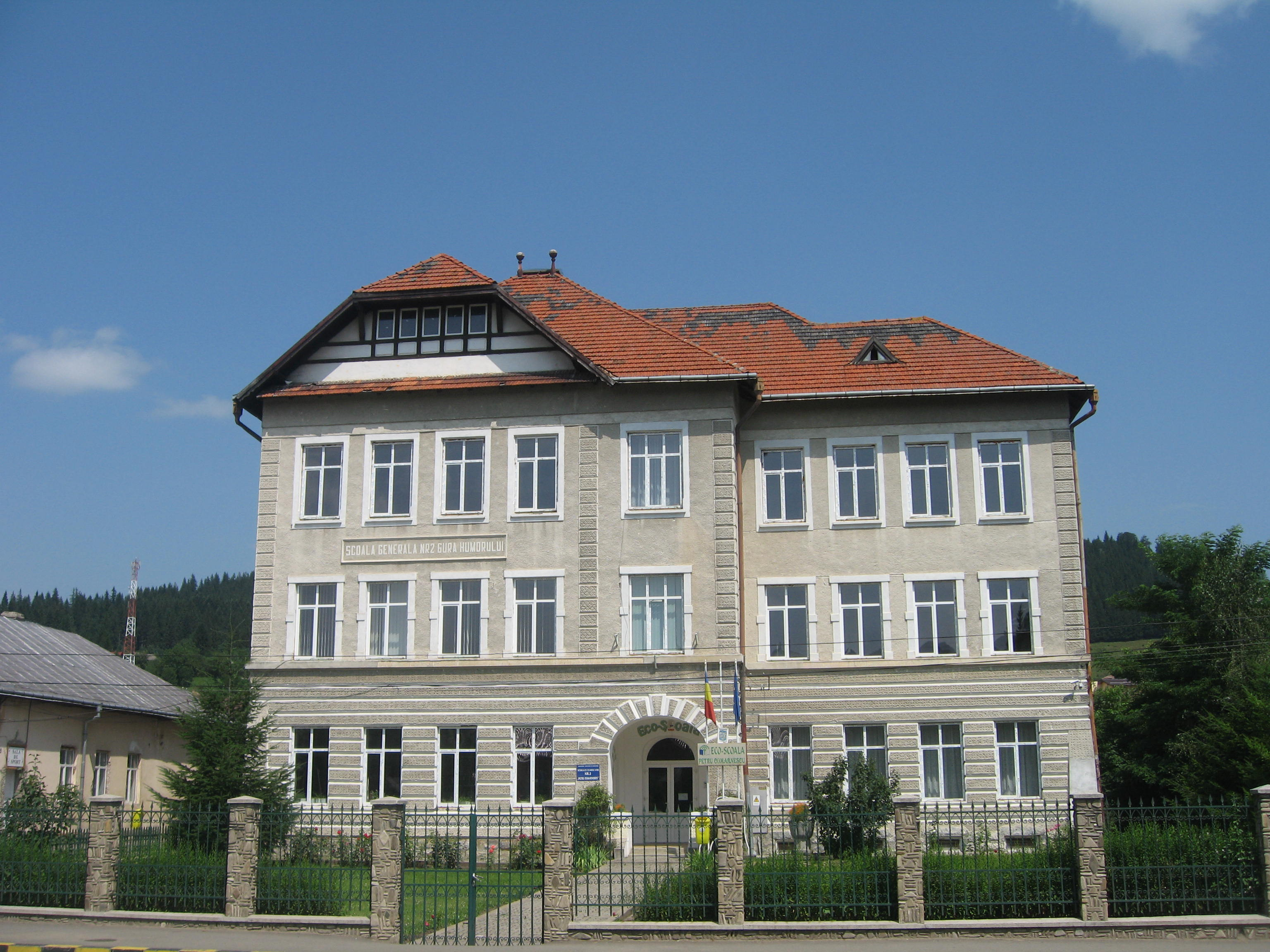
Escola núm. 2
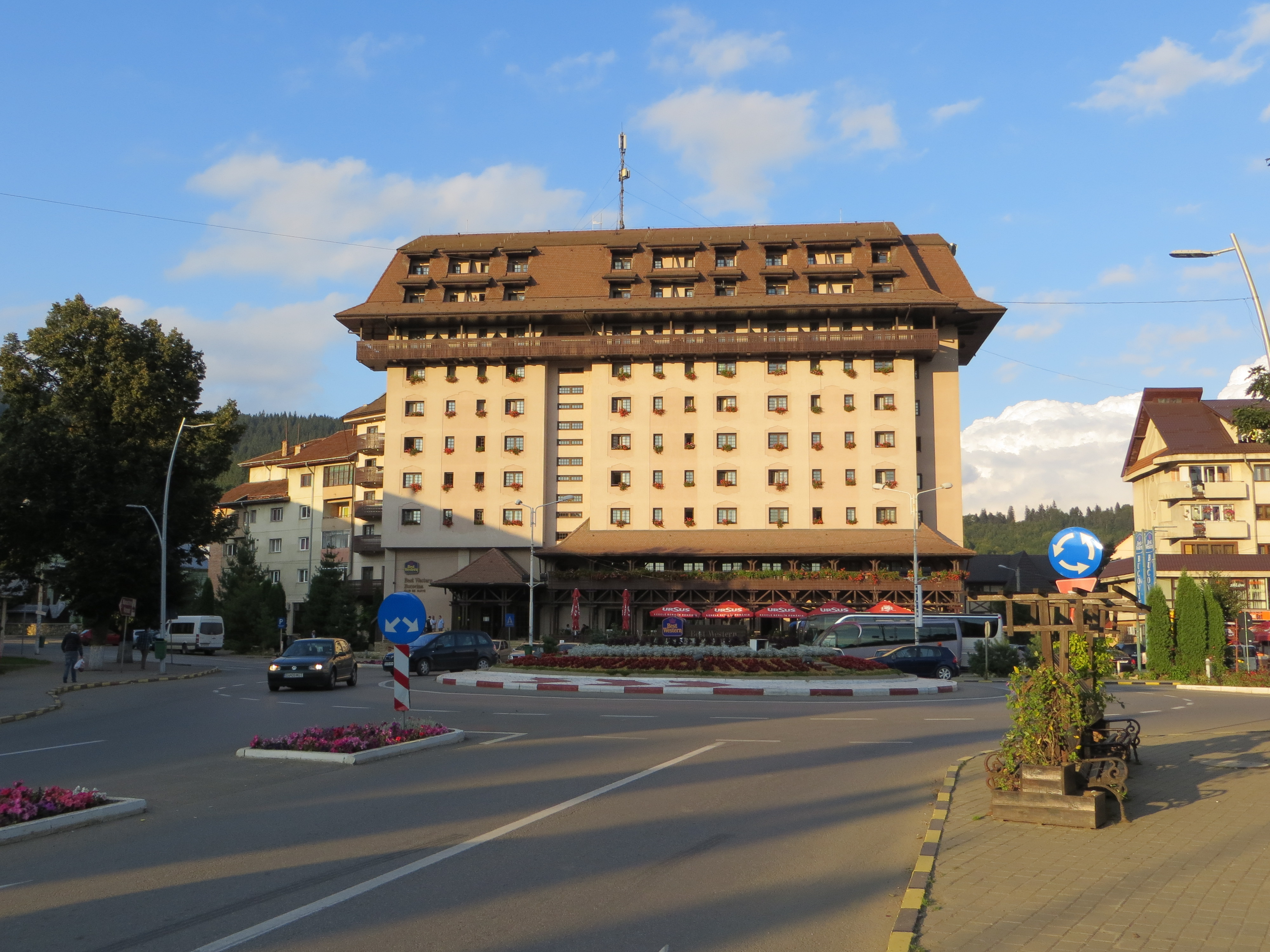
Hotel Bucovina
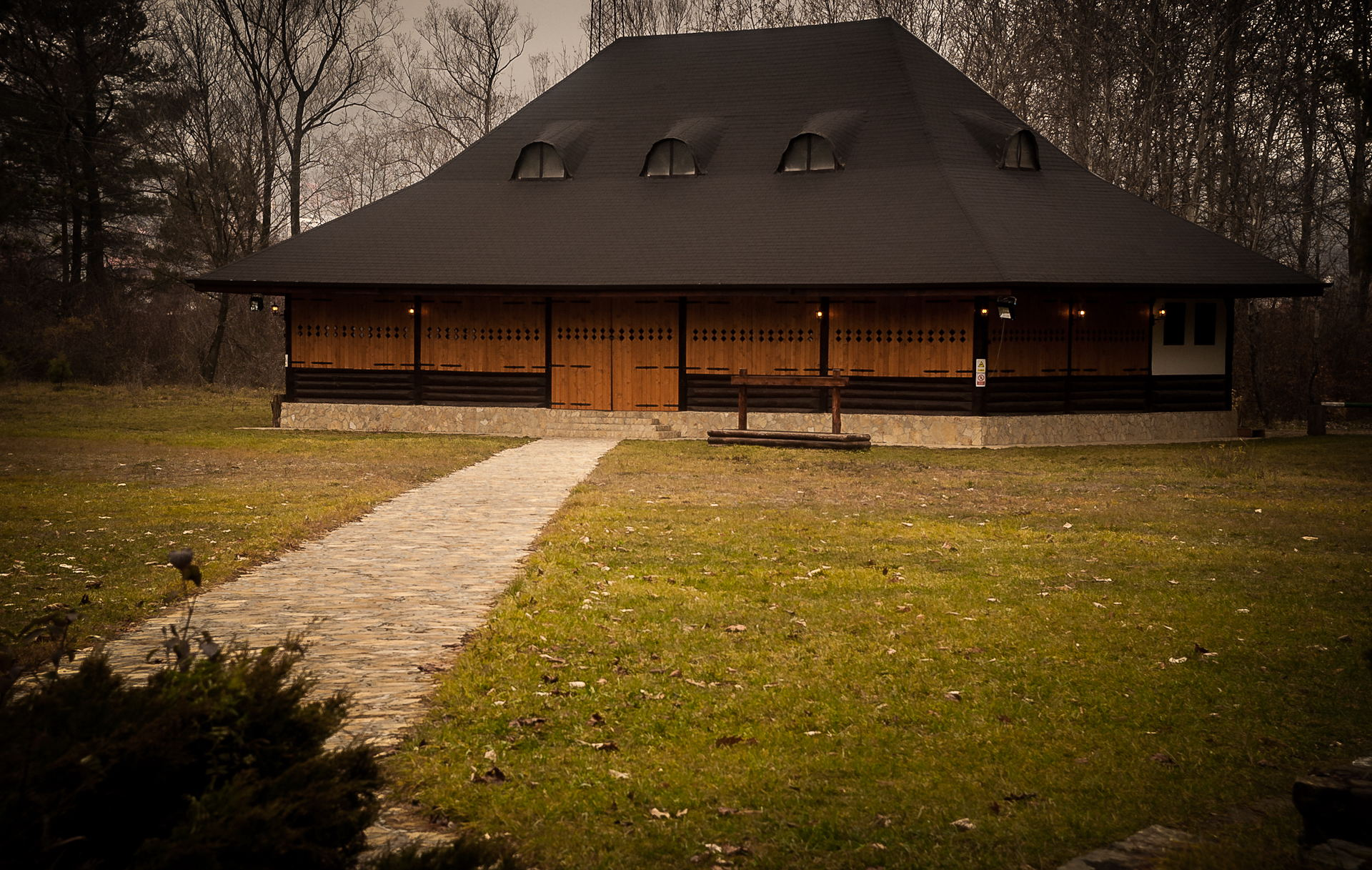
Casa de fusta tradicional romanesa
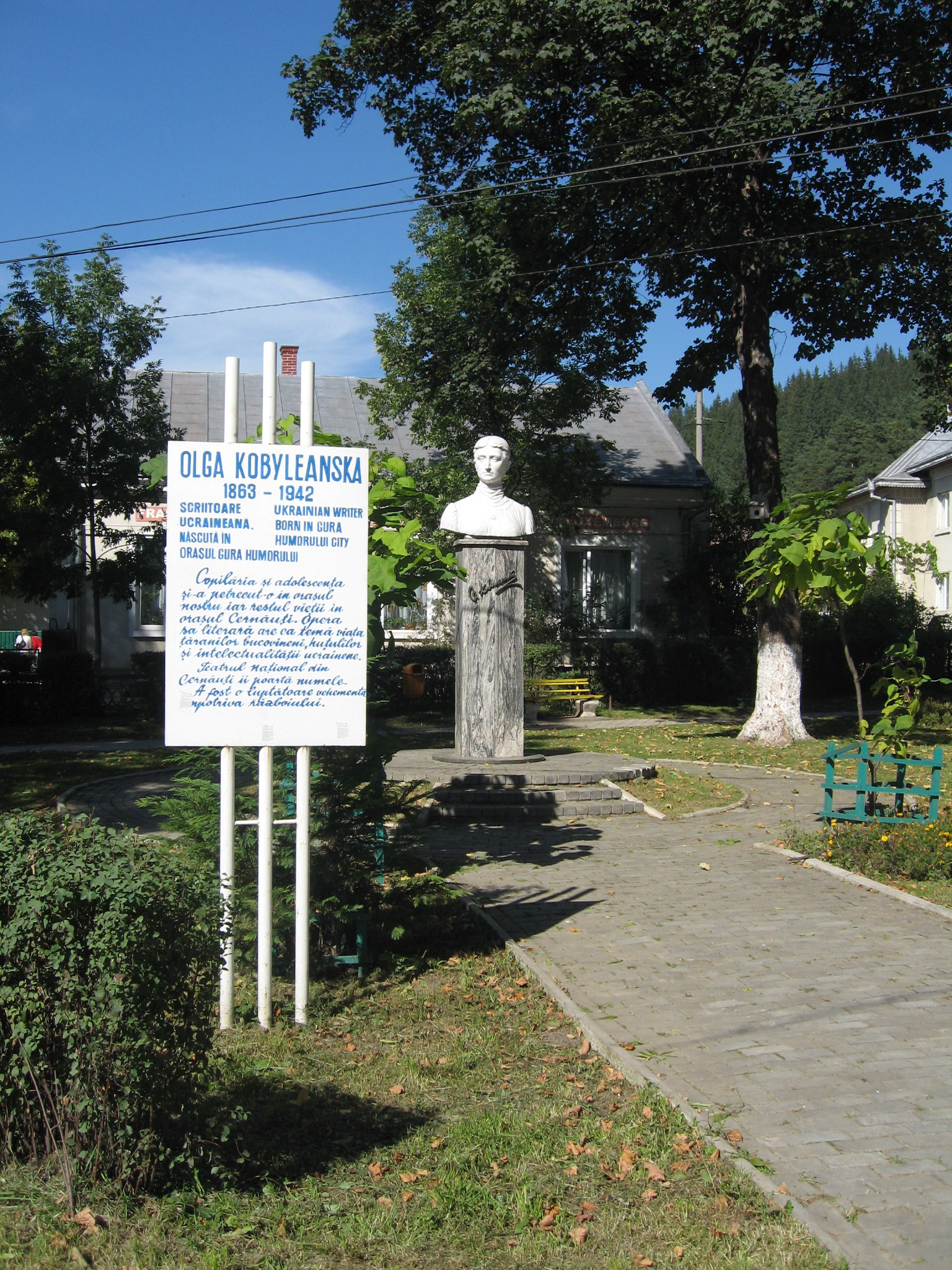
Estàtua d'Olha Kobilianska
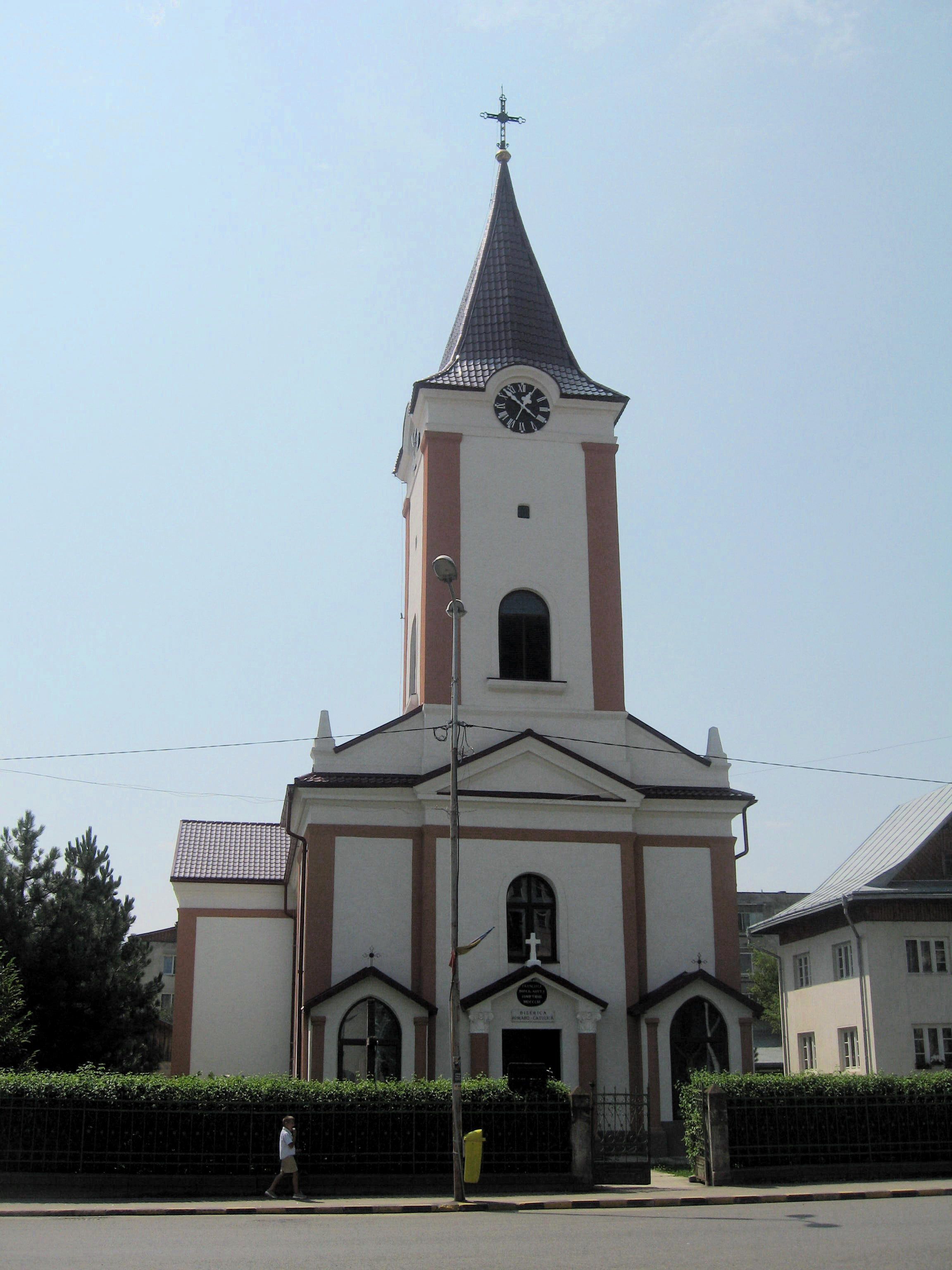
L'Església Catòlica Romana
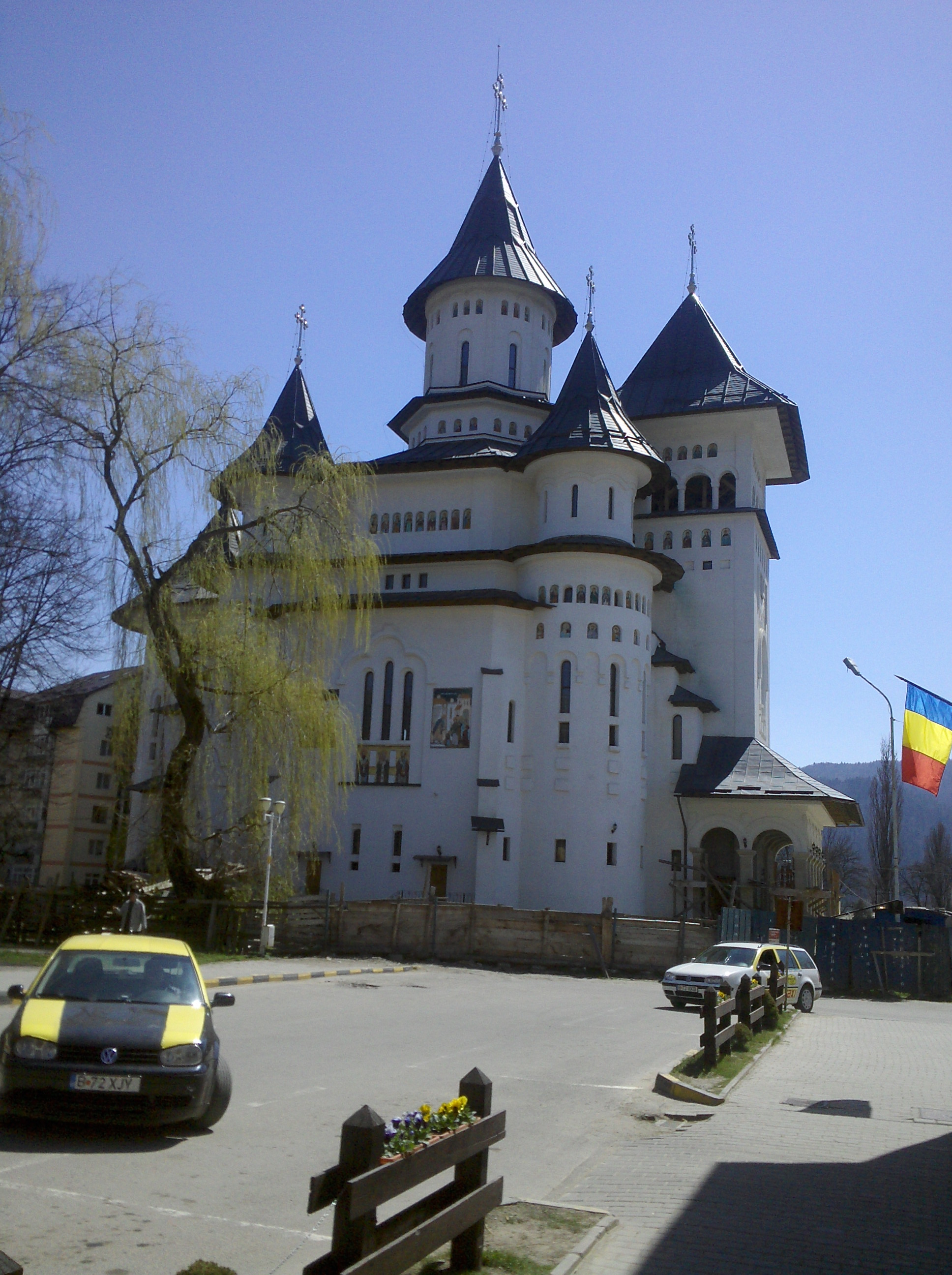
La Catedral Ortodoxa
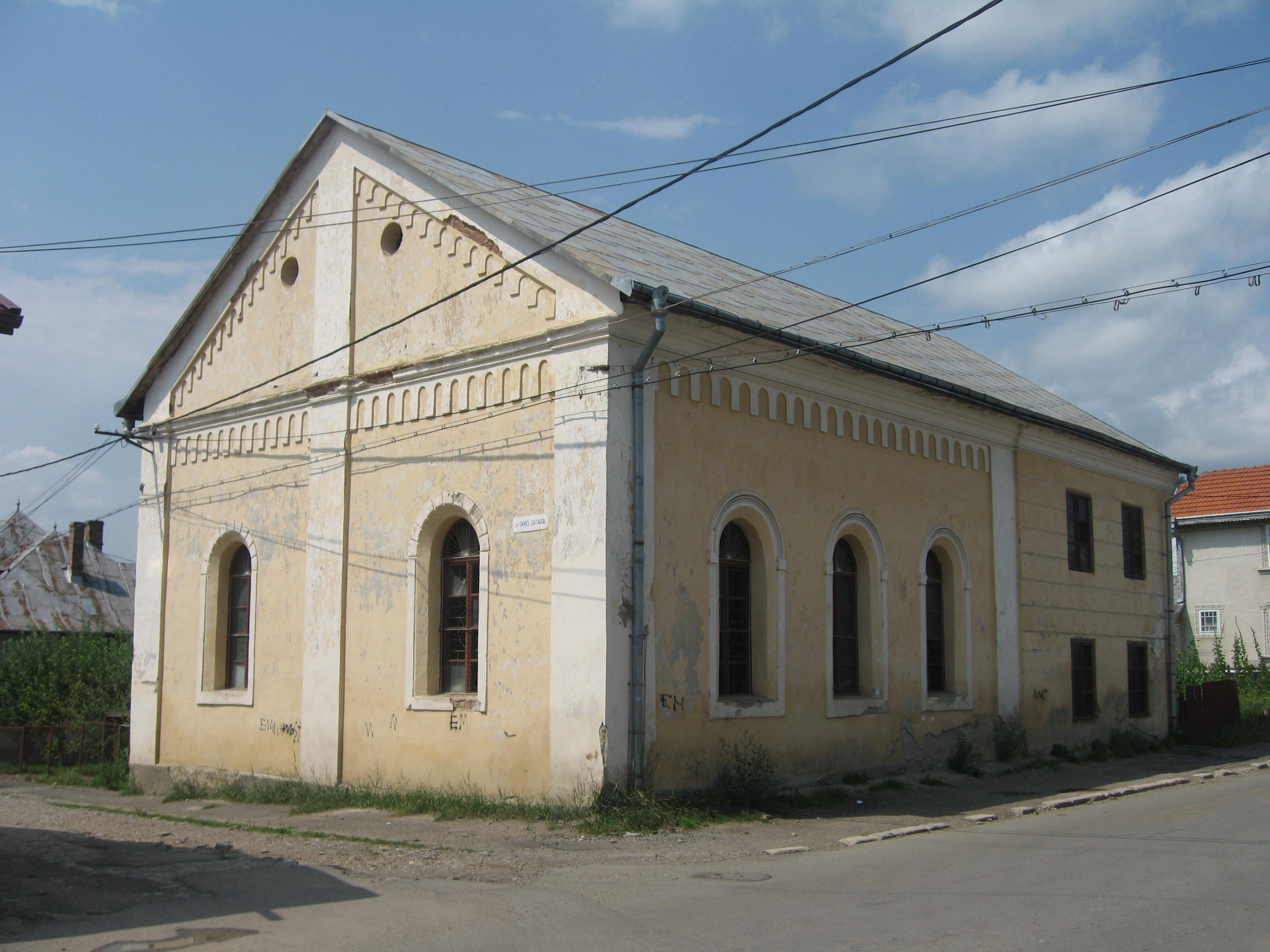
La Sinagoga
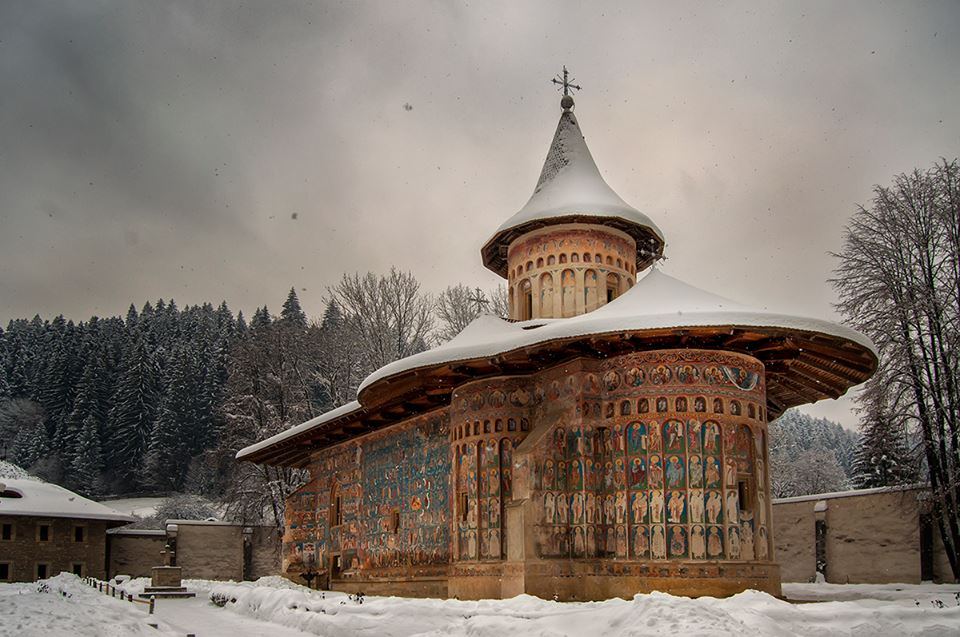
Monestir de Voroneț